# بررسی سلاح گرم قانونی
بررسی سلاح گرم قانونی (انگلیسی: Forensic firearm examination) فرآیندی در علوم قانونی که به بررسی ویژگی‌های سلاح گرم یا گلوله‌های به‌جا مانده در صحنه جرم می‌پردازد. کارشناسان این زمینه سعی می‌کنند گلوله را به سلاح و سلاح را به افراد مرتبط کنند. آن‌ها می‌توانند شماره‌های سریال محوشده را جهت یافتن مالک سلاح و جستجوی اثر انگشت روی سلاح و فشنگ‌ها جمع‌آوری و ضبط کنند.
با بررسی رگه‌های منحصربه‌فرد ناشی از لوله تفنگ گلوله، مهمات مصرف‌شده را می‌توان به یک سلاح خاص ربط داد. این رگه‌ها اثر خان داخل لوله‌های سلاح گرم است. گلوله زمانی که از لوله بیرون شلیک می‌شود خان گلوله را می‌چرخاند تا دقت را بیشتر کند. اگرچه خطوط گلوله شواهد منحصربه‌فر هستند، خطوط میکروسکوپی در لوله سلاح پس از شلیک کمی تغییر می‌کند. به‌همین دلیل کارشناسان قانونی نمی‌توانند بیش از پنج گلوله از سلاحی که در یک صحنه پیدا می‌شود شلیک کنند. نمونه‌های شناخته‌شده گرفته‌شده از یک سلاح توقیف‌شده را می‌توان با نمونه‌های بازیابی‌شده از یک صحنه با استفاده از میکروسکوپ و همچنین فناوری تصویربرداری سه‌بعدی مقایسه کرد. تصاویر رگه‌ها را می‌توان در پایگاه‌های داده نیز بارگذاری کرد. علاوه بر این، رگه‌ها را می‌توان با تصاویر دیگر مقایسه کرد تا یک سلاح را به چندین صحنه جرم مرتبط کرد.
مانند تمام تخصص‌های پزشکی قانونی، بازرسان سلاح گرم قانونی برای شهادت در دادگاه به‌عنوان شاهد خبره فراخوانده می‌شوند. البته قابلیت اطمینان برخی از تکنیک‌های بررسی سلاح گرم قانونی مورد انتقاد قرار گرفته است.